# Hämoglobin-Glutamer
Hämoglobin-Glutamer ist ein aus Hämoglobin durch chemische Vernetzung mittels Glutaraldehyd hergestelltes Makromolekül, das als sauerstofftragende Lösung zur Behandlung des Blutmangels (Anämie) und der Sauerstoffunterversorgung (Ischämie)  entwickelt wird. Je nach Ausgangsspezies und Polymerisationsgrad unterscheidet man folgende Varianten:
- Hämoglobin-Glutamer 250 (vom Rind) mit einer mittleren Molekülmasse von 250.000 Dalton (Handelsname Hemopure, zur Anwendung in der Humanmedizin, Biopure Corporation)
- Hämoglobin-Glutamer 200 (vom Rind) mit einer mittleren Molekülmasse von 200.000 Dalton (Handelsname Oxyglobin, zur Anwendung in der Tiermedizin, Biopure Corporation)
- Humanes Hämoglobin-Glutamer 256 mit einer mittleren Molekülmasse von 256.000 Dalton (Handelsname PolyHeme, Northfield Laboratories)

## Wirkungsmechanismus
Die Lösung aus dem Sauerstoffträger (hemoglobin-based oxygen carrier, HBOC) Hämoglobin-Glutamer in modifizierter Ringer-Lactat-Lösung wird intravenös infundiert. Nach der Infusion zirkulieren die vernetzten Hämoglobinmoleküle im Plasma und transportieren Sauerstoff – unabhängig von den roten Blutkörperchen.
Es hat somit eine identische Wirkung, ist jedoch kleiner, weniger viskos und gibt den Sauerstoff im Gewebe schneller und einfacher frei als normales Hämoglobin.
Damit kann es auch dann wirken, wenn Erythrozyten aufgrund von Stenosen in den Blutgefäßen oder aufgrund eines zu niedrigen Blutdruckes keine Wirkung mehr entfalten kann.
Eine Besonderheit ist auch, dass es innerhalb von wenigen Minuten wirksam ist, während sich die Effekte der Erythropoetingabe erst nach mehreren Wochen zeigen.

## Tiermedizin
Oxyglobin ist in den USA seit 1998 und in der EU seit 2004 zugelassen zur Behandlung der klinischen Anzeichen einer Anämie bei Hunden. Diese kann alternativ nur durch Bluttransfusionen behandelt werden, was in Europa aufgrund der ungenügenden Verfügbarkeit von Spenderblut nur begrenzt möglich ist.
Oxyglobin ist ausschließlich für die einmalige Anwendung vorgesehen und darf Hunden, die bereits früher mit Oxyglobin behandelt wurden, nicht verabreicht werden.

## Humanmedizin
Als erstes Mittel seiner Produktklasse (first-in-class product) ist Hemopure seit 2001 in Südafrika zugelassen zur Behandlung der akuten Anämie bei Erwachsenen (beispielsweise perioperativ) wenn eine Bluttransfusion nicht möglich ist (vorübergehender Spenderblutersatz). Dennoch wird es dort nur selten angewendet. In Europa und den USA befindet sich Hemopure derzeit noch in klinischen Studien (Phase 3).
PolyHeme wird aus humanem Hämoglobin hergestellt, wobei das native Tetramer zunächst mit Pyridoxin modifiziert und anschließend mit Glutaraldehyd polymerisiert wird. PolyHeme wurde in klinischen Studien untersucht, jedoch verweigerte im April 2009
die US-Arzneimittelzulassungsbehörde Food and Drug Administration dem von der US-Biotech-Firma Northfield Laboratories entwickelten künstlichen Blutersatz PolyHeme die Zulassung. Northfield Laboratories stellte daraufhin seine Arbeiten am Projekt PolyHeme aus Mittellosigkeit ein.

## Missbrauch als Dopingmittel
Durch den erleichterten Sauerstofftransport ist Hemopure ein in Ausdauersportarten eingesetztes Dopingmittel. Im Vergleich zu EPO wirkt es jedoch innerhalb weniger Minuten und erhält seine Wirkung über mehrere Stunden, kann also auch unmittelbar vor einem Wettkampf gespritzt werden. Mögliche Nebenwirkungen sind Immunreaktionen bis hin zum Schock. Bengt Saltin, Leiter des dänischen Anti-Doping-Verbands, bestätigte bereits im August 2000 im Spiegel-Interview die Anwendung als Dopingmittel („Ich habe Quellen, die mir bestätigen, dass sich Fahrer bei der letzten Tour de France mit Hemopure gedopt haben“). Inzwischen ist Hemopure auch biochemisch nachweisbar.
Am 20. Juli 2007 erklärte der US-Mountainbiker Whitney Richards, er habe 2002 für den Radprofi Michael Rasmussen Hemopure nach Italien transportieren sollen.